# Polyphagozerra reticulata
Polyphagozerra reticulata is een vlinder uit de familie van de Houtboorders (Cossidae). De wetenschappelijke naam van de soort is voor het eerst gepubliceerd in 1916 door James John Joicey en George Talbot.
De soort komt voor in Indonesië (West-Papoea, de Molukken).